# Lake Park (Minnesota)
Lake Park es una ciudad ubicada en el condado de Becker en el estado estadounidense de Minnesota. En el Censo de 2010 tenía una población de 783 habitantes y una densidad poblacional de 310,71 personas por km².

## Geografía
Lake Park se encuentra ubicada en las coordenadas 46°53′2″N 96°5′55″O / 46.88389, -96.09861. Según la Oficina del Censo de los Estados Unidos, Lake Park tiene una superficie total de 2.52 km², de la cual 2.52 km² corresponden a tierra firme y (0%) 0 km² es agua.

## Demografía
Según el censo de 2010, había 783 personas residiendo en Lake Park. La densidad de población era de 310,71 hab./km². De los 783 habitantes, Lake Park estaba compuesto por el 96.3% blancos, el 0.13% eran afroamericanos, el 1.92% eran amerindios, el 0.26% eran asiáticos, el 0% eran isleños del Pacífico, el 0% eran de otras razas y el 1.4% pertenecían a dos o más razas. Del total de la población el 0.77% eran hispanos o latinos de cualquier raza.